# Ролевики
Ролевики́ (также ролевое движение или движение ролевых игр) — субкультура людей, которые играют в ролевые игры, преимущественно живого действия. Частично это можно применить и к тем, кто играет в словесные и настольные ролевые игры, однако далеко не все участники одного движения входят в другое. У ролевого движения есть ряд родственных движений, образованных вокруг творчества Джона Толкина, исторической реконструкции, исторического танца, страйкбола, хардбола, косплея.
Кроме ролевых игр, ролевики собираются на ролевые конвенты и фестивали — кратковременные собрания, посвящённые информированию игроков об играх будущего сезона, обсуждению прошедших игр, неформальному общению. На конвентах проходят турниры по историческому фехтованию, фото и художественные выставки, концерты авторов-исполнителей игровой песни, театральные постановки, видеопоказы. Основное отличие двух типов мероприятий заключается в том, что конвент относится к закрытому типу (ориентирован на свою компанию, людей из движения), а фестиваль — к открытому типу (ориентирован на большое количество зрителей, не обязательно из движения, и на зрелищный формат, наблюдаемый со стороны).

## История
Ролевые игры живого действия появились в развитых странах независимо в конце 1980-х — начале 1990-х годов. Предпосылками зарождения ролевого движения в СССР стали появление толкинистов, ценителей творчества профессора Толкина (зародилось на Западе в 1960-х гг., и в СССР 1980-х гг., с появлением первых переводов «Властелина Колец»), а также клубы любителей фантастики, клубы самодеятельной песни, военно-исторические клубы, туристическое движение и различные неформальные объединения. Первой полигонной ролевой игрой стали «Хоббитские Игрища» 1990 года, проведенные под Красноярском. Это событие дало толчок к развитию движения количественно и качественно. В 1993—1994 годах произошло расширения спектра тематик и количества ролевых игр — проводились как привычные игры по вселенной книг Толкина, так и по другим фэнтезийным мирам, а также на исторические тематики.

## Идеология и психология ролевого движения
Ролевики считают самоочевидным поощрение выхода человека из базовой социально-культурной структуры. Традиция требует, чтобы ролевик принял альтернативную самоидентификацию — игровое имя, нередко и игровую расу или национальность, которые служат признаком принадлежности к сообществу. Но ролевики не поддерживают излишнего погружения в игру и осуждают «заигравшихся», видя в ролевом движении полезный для социализации способ уйти от рутины и обыденности. В основном ценятся такие возможности:
- снять груз социальных норм и обязанностей (возможность в рамках игровой роли не соблюдать этикет, бездумно применять грубую силу или обманывать);
- реализоваться как специалисту в иной сфере (работник инженерно-технической сферы реализует гуманитарные интересы; работник интеллектуального труда переходит к прикладным физическим занятиям);
- сыграть необычную социально-культурную роль, в том числе очень экзотическую (кардинал, крестьянин, самурай, монахиня и т. п.).

Тем не менее, некоторые используют ролевые игры для эскапизма. Именно в ролевой среде появились игры глубокого вживания, что подчёркивает привлекательность эскапизма для молодёжи.

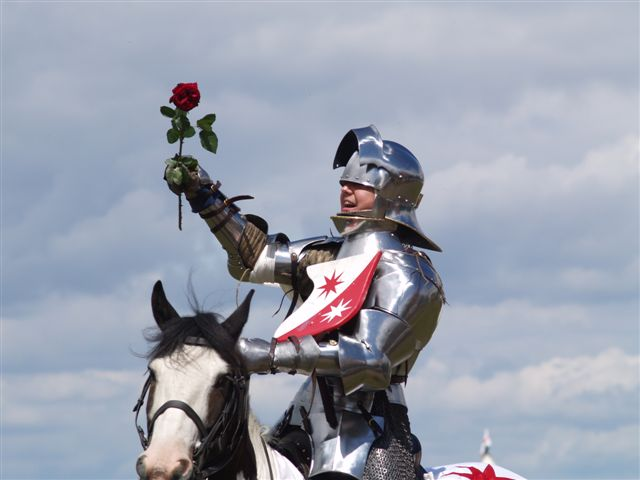
Средневековый фестиваль в Тьюксбери, 2008 год.

Ролевая игра и философия научной фантастики и фэнтези, выраженная в конкретных литературных произведениях, породили этику героизма, характерную для ролевого движения. Ценностями ролевика являются героизм, совершение поступка, выполнение великой миссии, достижение, соревнование. Самореализация и достижение умелости в какой-либо сфере являются основой для статуса и самоуважения. С другой стороны, великая миссия создаёт ситуацию, когда могут прощаться мелкие слабости, безответственность в повседневных отношениях и лень.
Значительную часть ролевого движения составляет студенчество. Б. Куприянов и А. Подобин в своём исследовании составили портрет хорошего игрока: самостоятельного, рефлексивного, ответственно относящегося к себе, окружающим и игре как совместной деятельности. Согласно этому портрету, игрок должен быть скромным в требовании будущей игровой роли и возможностей и придерживаться этих требований. Он должен прибыть на игру вовремя, во время самой игры быть конструктивным и законопослушным: соблюдать имеющиеся правила и не создавать собственных, не вносить разлад в игровые механику, мир и атмосферу. Неприемлемы употребление спиртного, ненормативная лексика и перенос игровых отношений в жизнь и наоборот.
Психологический портрет ролевиков получает противоречивые оценки. Одни исследователи видят в увлечении ролевыми играми вид эскапизма, другие, наоборот, — успешную сферу социализации человека. Б. Куприянов и А. Подобин, описывая участников этого движения, говорят об их инфантильности. Того же мнения придерживаются В. Л. Малыгин и В. В. Щербачев, говоря о зависимости ролевиков от внешнего мира и наличия у них внутреннего конфликта. Однако другие исследования показывают противоположную картину: более высокий уровень самоактуализации у людей, участвующих в ролевых играх, их лучшую ориентацию во времени, большую гибкость в поведении и адаптивность, принятие себя, эрудицию, познание нового и творческий подход в сравнении с людьми, в ролевых играх не участвующих. Эти качества являются следствием требований, выдвигаемых ролевой игрой участнику. Принятие роли требует соответствия иным межличностным отношениям, иной экономике, политической ситуации, социальным процессам, культуре в одежде, а кроме того — принятия эмоций своего персонажа (при сохранении разделения между ними и собственными эмоциями). Экспериментирование с разными ролями позволяет человеку понять и принять свои положительные и отрицательные качества, научиться не бояться своих чувств и уметь говорить о них.

## Детали культуры

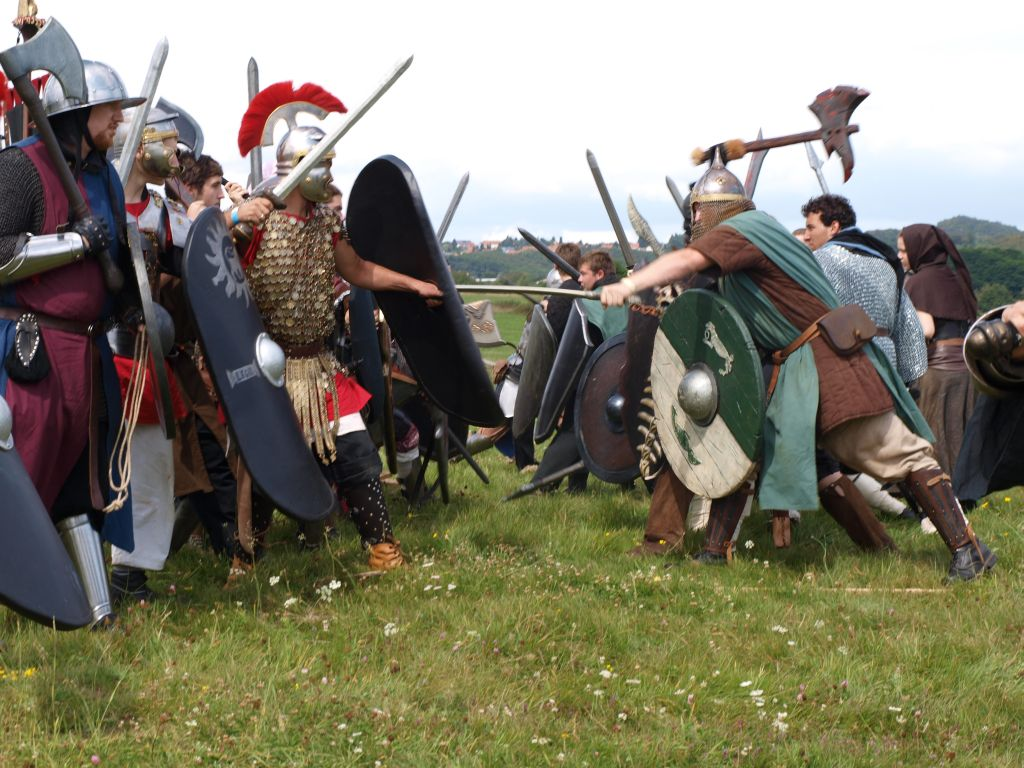
Сражение на игре Epic Empires

Широко распространены различные ритуалы: инициации, принесение клятв, принятие оружия и пр. В них используются мелодии и песни, однако музыкальное творчество применяется шире. Сложно обозначить специфику музыки, характерной для ролевого движения, так как авторы работают в разных жанрах, но некоторые ролевики считают, что фэнтези-жанр лучше всего отражает эмоциональную сторону жизни: от триумфальной тяжёлой музыки сражения до одухотворённой лиричной музыки любви или скорби по погибшим. Те же сюжеты (героических битв либо любовные) доминируют и в собственном творчестве ролевиков.

### Жаргон
У русскоязычных ролевиков широко распространено сленговое слово дивный, используемое как ругательство и применяемое к «заигравшимся» людям, слишком сильно ушедшим в эскапизм. Кроме сленга как такового в ролевой среде, в отличие от других субкультур, используются вымышленные языки, самым распространённым из которых является эльфийский. Их место — в общении на играх, в песнях, стихах и гимнах и, реже, в повседневном общении.
Необходимость соответствовать выбранной роли требует от игрока не только соответствующих костюма, причёски и аксессуаров, но и правильного поведения (манеры держать себя, жестикуляции и речи). Однако при реализации игр, реконструирующих реальные исторические периоды, ролевики не могут общаться на соответствующих языках (например, старославянском). Поэтому в речи появляются лишь определённые обороты, позволяющие связать игру с культурой нужного времени. Это использование элементов прошлого в настоящем распространяется за пределы субкультуры посредством ролевиков-исполнителей (например, группа «Мельница» в России), влияя, таким образом, на возрождение национальных особенностей языка.
Игровое имя или самоназвание не только показывает принадлежность к субкультуре, но и многое говорит о самом человеке. Оно может быть заимствовано из какого-либо литературного произведения или иметь собственный символизм или перевод с одного из искусственных языков. Понимание его происхождения и значения позволяет определить принадлежность к той или иной фантастической цивилизации, расе или народу. В имени отражены представления и идеалы ролевика, по нему можно предположить возможный круг его интересов и предпочитаемый стиль взаимодействия.

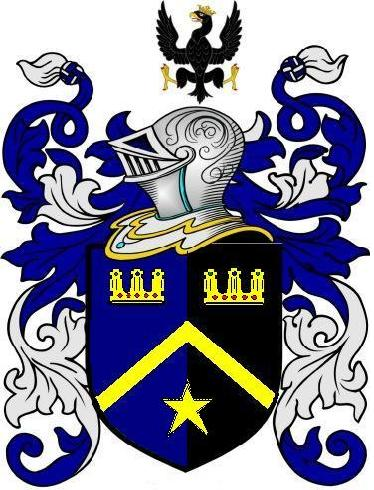
Логотип-герб Королевства Станиславской средневековой реконструкции и ролевого сообщества

### Атрибутика
Существует стереотипное представление о внешнем виде ролевика: длинные волосы («хайр»), перетянутые «хайратником», хламида, перетянутая ремнём, деревянный меч, плащ, сшитый из подручных материалов явного бытового происхождения. Оно дополняется идеями культа природы, естественности и свободы. Однако современному состоянию ролевой культуры такое представление не соответствует.
Атрибутика ролевиков происходит от предметов, изображённых в романе «Властелин Колец» Дж. Р. Р. Толкина. Популярны «магические» кольца и разнообразные кулоны, браслеты из бисера (заимствованные из субкультуры хиппи), головные повязки, удобные в применении на тренировках и в полевых условиях.
Игровое снаряжение, изготавливаемое ролевиками для себя или под заказ, является предметом гордости и заботы. Часто оно стилистически приближено к одежде и оружию западноевропейского средневековья, но встречаются также и другие стили (гусары, русские витязи и пр.). Широко используются фенечки (феньки), играющие роль талисманов и наполненные различной символикой. Вместе с другими значками, украшениями и даже стишками, которые также называются феньками, они дарятся и передают символические пожелания и образы другому человеку. Для создания таких талисманов используются руны. Кроме рун и близкого к ним тенгвар, используются гербы, значки, знаки различия и эмблемы (в том числе символичные виртуальные ордена).

## Ролевики и общество
В начале 1990-х годов некоторое количество российских СМИ обвиняли ролевые игры в нарушении социализации и психического здоровья молодёжи, вплоть до инкриминирования ролевикам убийств. В тот момент эти обвинения имели незначительные основания, однако за последующие годы ситуация совершенно изменилась. Легализация, коммерциализация, расширение ассортимента игровых миров, а также повышение среднего возраста ролевиков до 25 лет превращают ранее замкнутую субкультуру ролевых игр живого действия в социальный институт общего пользования. Отдельные журналисты обвиняли ролевиков в употреблении наркотиков, сатанизме, сектанстве и сексуальных преступлениях. Реакция сообщества заключалась в высказывании авторам статей своего конструктивного мнения, а также написании ироничных текстов на тему.
В постсоветском пространстве отношение к ролевому движению в целом терпимое и понимающее, однако на западе существуют целые группы сопротивления такому. Кредит доверия общества в данном случае заключается в понимании мотивации и идеологии. Сами же представители движения не любят привлекать к нему излишнее внимание.